# مارکیان شاشکویچ
مارکیان شاشکویچ (اوکراینی: Markiyan Shashkevych؛ ۶ نوامبر ۱۸۱۱ – ۷ ژوئن ۱۸۴۳) نویسنده، شاعر، کشیش و مترجم اهل اوکراین (امپراتوری اتریش) بود.